# Среща на силите
„Среща на силите“ е български игрален филм (драма) от 1981 година на режисьора Владислав Икономов, по сценарий на Никола Тихолов и Владислав Икономов. Сценарият е написан по едноименния роман на Стефан Дичев. Оператор е Крум Крумов. Музиката във филма е композирана от Кирил Цибулка.

## Сюжет
Декември 1876, Цариград. По инициатива на руското правителство се организира конференция на Великите сили: Великобритания, Франция, Германия, Австро-Унгария, Италия и Русия. В тайно съглашателство с Великобритания турското правителство бойкотира проекта за провъзгласяване на две автономни части на България с центрове София и Търново, като се мотивира с новата конституция на Митхат паша. В основата на сюжета са залегнали съдбите и личната драма на двама български емигранти: единият агент на руското правителство в Цариград, а другият служител в дома на британския министър на колониите лорд Солзбъри. Взаимоотношенията и контактите им с останалите персонажи внушават идеята, че историята се гради не само на авансцената, но и зад кулисите…

## Актьорски състав
- Вълчо Камарашев – Йона
- Стефан Мавродиев – Генади Илиев, Адам
- Владимир Смирнов – Полковник Артаманов
- Васил Бъчваров – Княз Церетелев
- Йежи Кришак – Санкторюс
- Зигмунт Фокк – Граф Игнатиев
- Михаил Ботевски
- Вельо Горанов
- Анджей Прецигс
- Ангел Георгиев
- Йордан Алексиев
- Зигмунт Хибнер
- Тереса Будиш-Кжижановска
- Руми Маринова
- Вера Среброва
- Марияна Паскалева
- Чеслав Воллейко
- Петко Петков
- Марек Баргеловски
- Димитър Герасимов
- Станислав Микулски
- Васил Димитров - Исмаил ага
- М. Младенов
- Б. Янков
- А. Дубровска
- Р. Бачиарелли
- А. Хиро
- Г. Люткевич
- З. Дукова

и други

## Награди
- Наградата на СБФД ЗА МЪЖКА РОЛЯ На Стефан Мавродиев (1982).